# Mr. Lucky
Mr. Lucky (en español: Señor afortunado) es el décimo álbum de estudio del cantautor estadounidense Chris Isaak. Fue publicado el 24 de febrero de 2009 a través de los sellos discográficos Wicked Game y Reprise. Como promoción, fue estrenado en la misma semana su programa de conversación The Chris Isaak Hour por el canal The Biography Channel.
La carátula del álbum contiene un dibujo realizado por el propio Isaak, como también hay otras caricaturas en el interior. Hay duetos con Trisha Yearwood y Michelle Branch, que fueron invitadas debido a su participación en el programa televisivo con el cantante.

## Concepto
Siendo su primer álbum completo con material original en siete años, el cantautor pondera que debido a proyectos en televisión como también en lo musical, su álbum navideño, un álbum de grandes éxitos y un álbum en directo lo mantuvieron ocupado en giras promocionales. Sobre las canciones, comenta que la mayoría fueron compuestas durante sus álbumes previos, pero destacando el sencillo líder «We Let Her Down» al ser inspirado en una historia retratada por una mujer cercana a él.

## Lista de canciones
Todas las canciones escritas y compuestas por Chris Isaak, excepto «Breaking Apart» junto a Diane Warren. 
| N.º   | Título                                  | Duración |  |
| 1.    | «Cheater's Town»                        | 3:37     |  |
| 2.    | «We Let Her Down»                       | 3:21     |  |
| 3.    | «You Don't Cry Like I Do»               | 4:11     |  |
| 4.    | «We've Got Tomorrow»                    | 2:22     |  |
| 5.    | «Breaking Apart» (con Trisha Yearwood)  | 3:39     |  |
| 6.    | «Baby Baby»                             | 3:15     |  |
| 7.    | «Mr. Lonely Man»                        | 2:41     |  |
| 8.    | «I Lose My Heart» (con Michelle Branch) | 2:57     |  |
| 9.    | «Summer Holiday»                        | 3:05     |  |
| 10.   | «Best I Ever Had»                       | 4:11     |  |
| 11.   | «We Lost Our Way»                       | 3:38     |  |
| 12.   | «Very Pretty Girl»                      | 4:20     |  |
| 13.   | «Take My Heart»                         | 2:23     |  |
| 14.   | «Big Wide Wonderful World»              | 4:04     |  |
| 47:44 |                                         |          |  |

| Edición de lujo |                  |          |  |
| N.º             | Título           | Duración |  |
| 15.             | «I Got It Bad»   | 4:21     |  |
| 16.             | «Dream Deferred» | 3:03     |  |
| 55:08           |                  |          |  |

| iTunes Bonus Tracks |                           |          |  |
| N.º                 | Título                    | Duración |  |
| 15.                 | «She»                     | 4:01     |  |
| 16.                 | «Movie Star Is Sleeping»  | 3:04     |  |
| 17.                 | «Keep the Heartache Real» | 3:24     |  |
| 18.                 | «Blues Has Found Us»      | 3:19     |  |
| 61:32               |                           |          |  |

## Personal
Adaptados desde AllMusic.
| Silvertone - Chris Isaak – Artista principal, composición, producción, ilustraciones. - Hershel Yatovitz – Guitarra, coros. - Rowland Salley – Bajo eléctrico, coros. - Kenney Dale Johnson – Batería, coros. - Scott Plunkett – Teclados. Apoyo - Howard Kaufman, Sheryl Louis – Management para HK Management Group. - Stephen Walker – Dirección de arte, diseño. - Matt Coonrod – Diseño. - Neal Preston – Fotografía. | Producción - Will Brier, Chad Carlson, Aaron Kasdorf, Chris Reynolds, Rafael Serrano, Howard Christopher Willing – Ingeniero de audio. - Mark Needham – Músico invitado, mezcla, productor musical. - Eric Rosse – Músico invitado, mezcla, productor musical. - John Shanks – Músico invitado, productor musical. - Rafael Padilla – Músico invitado, percusión. - Shane August, Sharon Celani, Nick Lashley, Greg Leisz, Brian MacKeod, Stuart Mathis, Jamie Muhoberac, Tim Pierce, Lee Thornburg, Waddy Wachtel, Patrick Warren, Bruce Watson, David Woodford – Músicos invitados. - Diane Warren – Composición. - Michelle Branch – Artista invitada. - Trisha Yearwood – Artista invitada. - Brian Gardner – Masterización. - Stephen Marcussen – Masterización. |

## Posicionamiento en listas
| Listas (2009)                  | Mejor posición |
| ------------------------------ | -------------- |
| Australia (ARIA Charts)        | 11             |
| Bélgica (Ultratop Flanders)    | 42             |
| Bélgica (Ultratop Wallonia)    | 94             |
| España (Top 100 Álbumes)       | 68             |
| Estados Unidos (Billboard 200) | 29             |
| Francia (SNEP)                 | 34             |
| Suecia (Sverigetopplistan)     | 22             |
| Suiza (Schweizer Hitparade)    | 62             |